# Альвізе II Моченіго
Альвізе II Моченіго (італ. Alvise II Mocenigo) — 110-й венеційський дож у 1700—1709 роках.

## Біографія
Належав роду з «нових патриціїв». Син Альвізе Моченіго з гілка Сан-Поло, генерал-капітана моря, та Андріани Ґрімані. Родина була дуже заможною, вела торгівлю зі Сходом. Народився 1628 року в родинному палаці на Саліце-Сан-Стае, поблизу Гранд-каналу. За нумерацією своєї гілки значився як Альвізе IX, його друге ім'я було Маркантоніо. Але сам він ніколи не вживав його. Його брати і стрийко, що мали ім'я Альвізе загинули під час Кандійської війни. 1652 року втратив батька. Він збільшив своє успадковане багатство завдяки торгівлі з Османською імперією через торговельну компанію, засновану разом з Нікколо Контаріні. З 1661 року мав щорічний дохід у 6500 дукатів. 
У 1670 році він став членом Ради старійшин, у 1675 році — став одним з відповідальних за перегляд присяги дожа, після чого тричі був членом Малої ради від сестьєре Санта-Кроче, відповідальним за освіту у Падуанському університеті. 1684 року призначається подестою Падуї, де перебував до 1686 року. Він керував діяльністю світських шкіл, релігійних місць і фондів, а також сприяв торгівлі та виробництву. Він також опікувався монте-ді-п'єта (позиками) 1699 року призначається адміністратом (намісником) королівства Мореї (Пелопоннесу). 

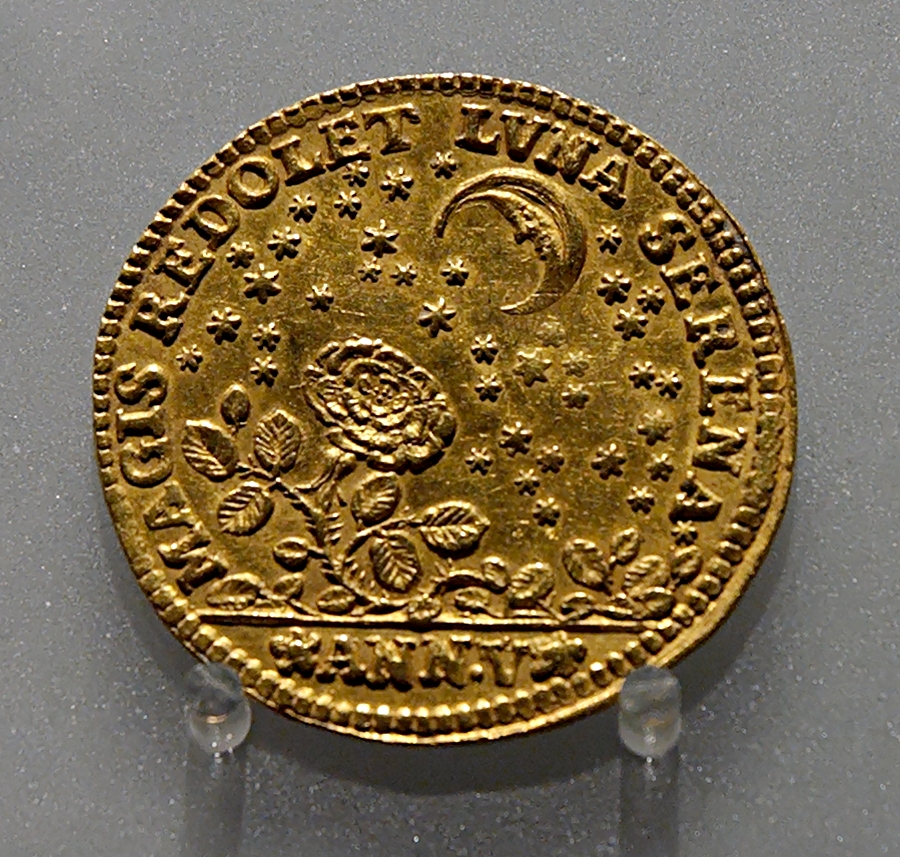
Медаль золота озелла на честь Альвізе II Моченіго

17 липня 1700 року 40 голосами з 41 Рада сорока обирається дожем. Він супроводжував своє висунення пишними святкуваннями. З початком війни за іспанську спадщину  у1701 році забезпечив нейтралітет Республіки, але  суттєво не допомогло, оскільки північноіталійські землі Республіки були сплюндровані французькими і австрійськими військами, що діяли в Італії.
Здоров'я дожа похитнулося після суворої зими 1708-1709 років. Особливо захворів під час регати на честь данського короля Фредеріка IV 4 березня 1709 року. Протягом наступних кількох тижнів його запор ставав дедалі небезпечнішим для життя. Перед смертю залишив величезний капітал для витрат на 5 тис. мес для спасіння його душі та суму в 7 тис. дукатів на рік, яку слід було передавати монастирям з нагоди поминальних урочистостей, що відбувалися в день Сан-Стае, а 20 тис. дукатів на реконструкцію церкви Сан-Стае. Помер 6 травня 1709 року. Його спадщина дісталася за фідеїкомісією його родичці Паоліні Бадоер, дружині Альвізе Моченіго